# Lago Cochrane
Lago Cochrane är en sjö i Chile, på gränsen till Argentina. Den ligger i den södra delen av landet, 1 500 km söder om huvudstaden Santiago de Chile. Lago Cochrane ligger 152 meter över havet. Arean är 299 kvadratkilometer. Den sträcker sig 34,4 kilometer i nord-sydlig riktning, och 50,3 kilometer i öst-västlig riktning.
Trakten runt Lago Cochrane är nära nog obefolkad, med mindre än två invånare per kvadratkilometer.